# Špolský rajón
Špolský rajón (ukrajinsky Шполянський район) byl rajón v Čerkaské oblasti na Ukrajině. Hlavním městem bylo Špola a rajón měl 41 tisíc obyvatel.

## Sídla v rajónu
- Špola